# パトルーラ・アギラ

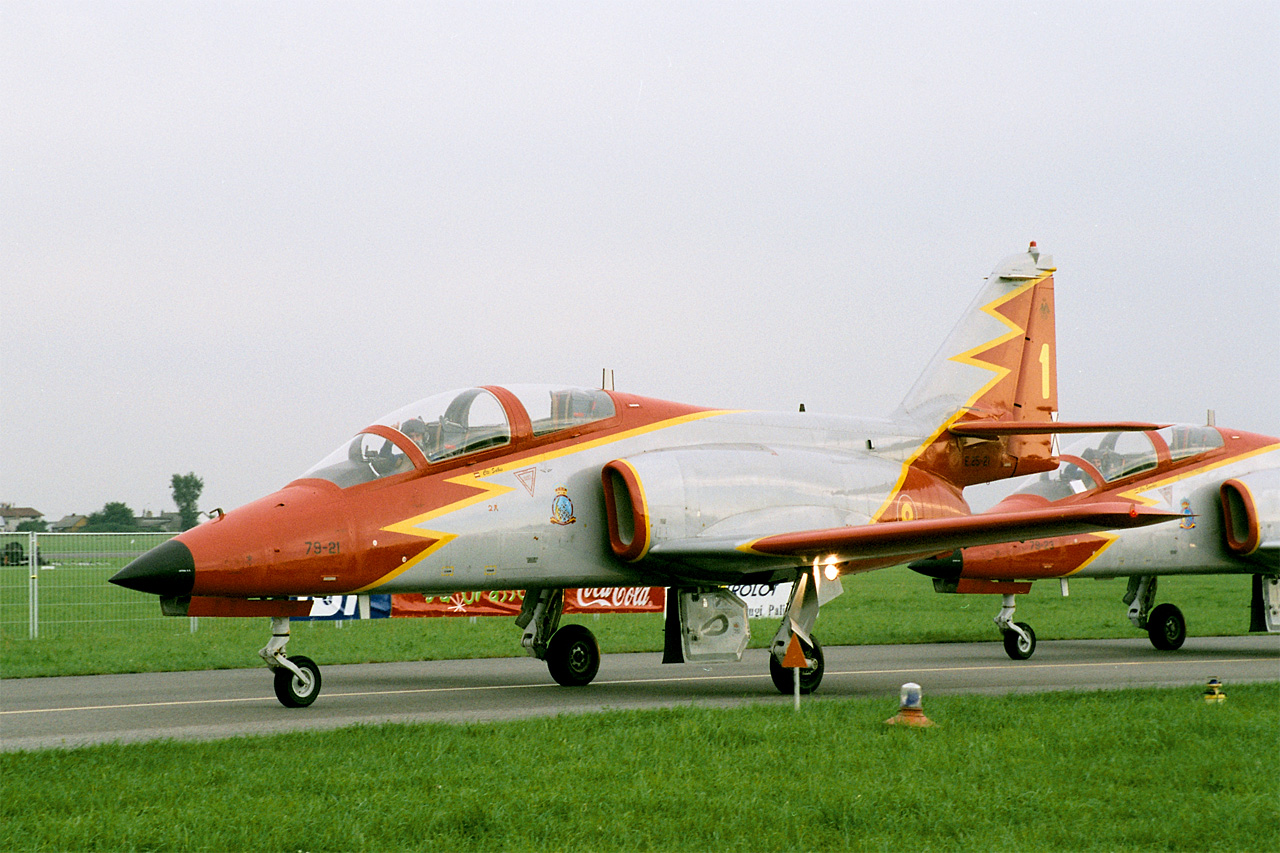
CASA C-101

パトルーラ・アギラ（スペイン語: Patrulla Águila）は、スペイン航空宇宙軍の曲技飛行隊。CASA（現エアバス・ディフェンス・アンド・スペース）製のC-101練習機を用いている。

## 概要
1985年7月4日に結成されている。使用機は、スペイン国産のCASA C-101ジェット練習機。
展示スタイルは他のヨーロッパ諸国と同じく、多編隊機による演技が中心であり、7機で構成されている。
パイロットは空軍大学の教官で構成されている、いわばパートタイムチームであり、独立した専門の部隊に所属しているわけではない。
使用機のC-101は亜音速機であり、現世代の超音速ジェット戦闘機などと比べると決して高性能とは言えない。ジェット練習機としても平凡なスペックではあるが、本チームは機体性能をフルに発揮した演技内容を見せ、なかでも最大の見せ場は7機による編隊着陸。
スペイン国内のほか、ヨーロッパ諸国を中心に展示飛行を行っており、バルセロナオリンピックでも展示飛行を行った。
ヘリコプターの曲技飛行隊Patrulla ASPAも同じく教官によるパートタイムチームである。